# Жечиця-Велика
Жечиця-Велика (пол. Rzeczyca Wielka) — село в Польщі, у гміні Полянув Кошалінського повіту Західнопоморського воєводства.
У 1975-1998 роках село належало до Кошалінського воєводства.